# Freeport (Bahamas)
Freeport er en by i den nordvestlige del af østaten Bahamas. Byen ligger på øen Grand Bahama og er med sine  45.945(2012) indbyggere den næststørste by i Bahamas.